# 野島貝塚
座標: 北緯35度19分37.8秒 東経139度38分10.8秒 / 北緯35.327167度 東経139.636333度

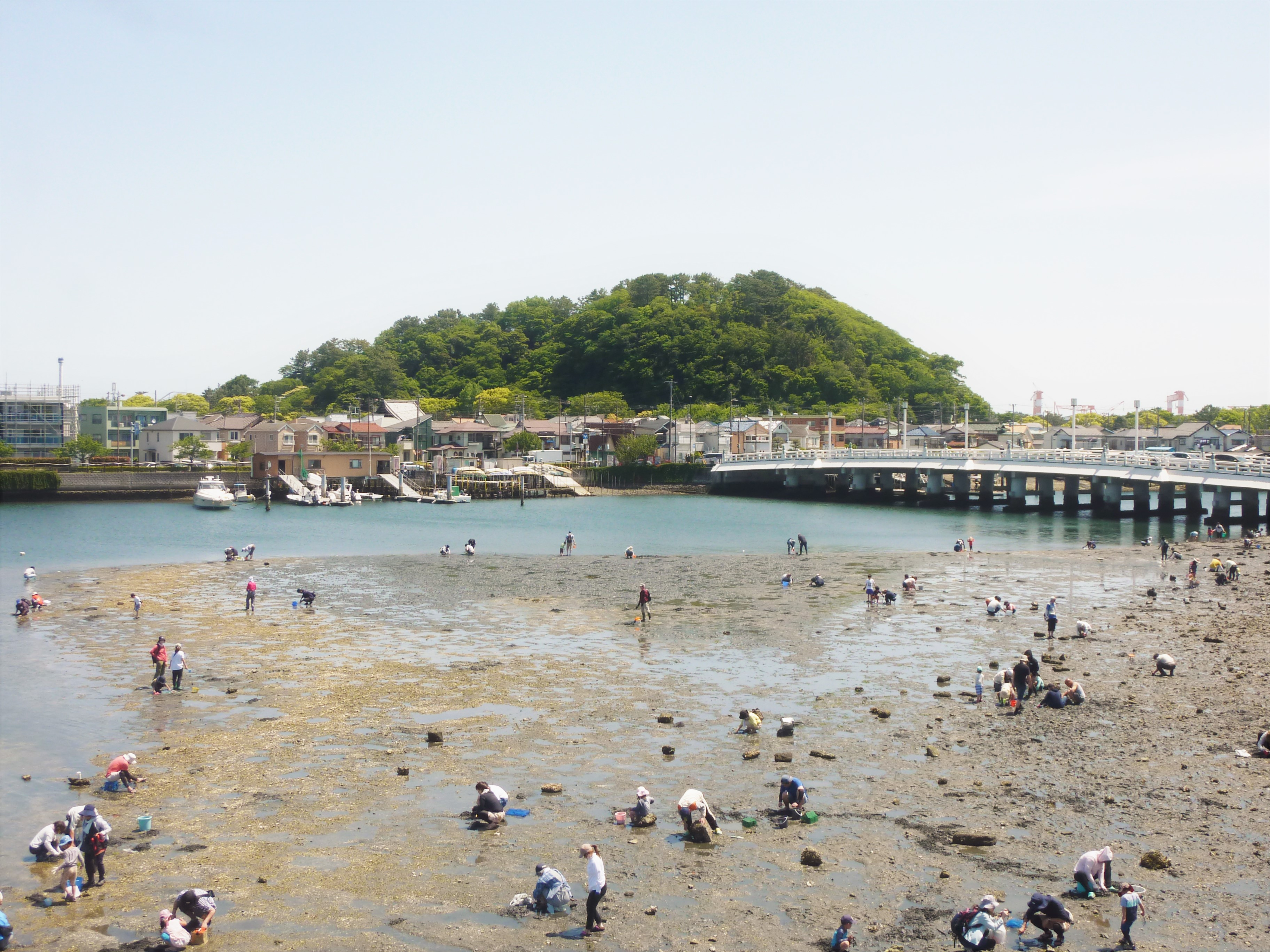
貝塚がある野島（2023年5月4日撮影）

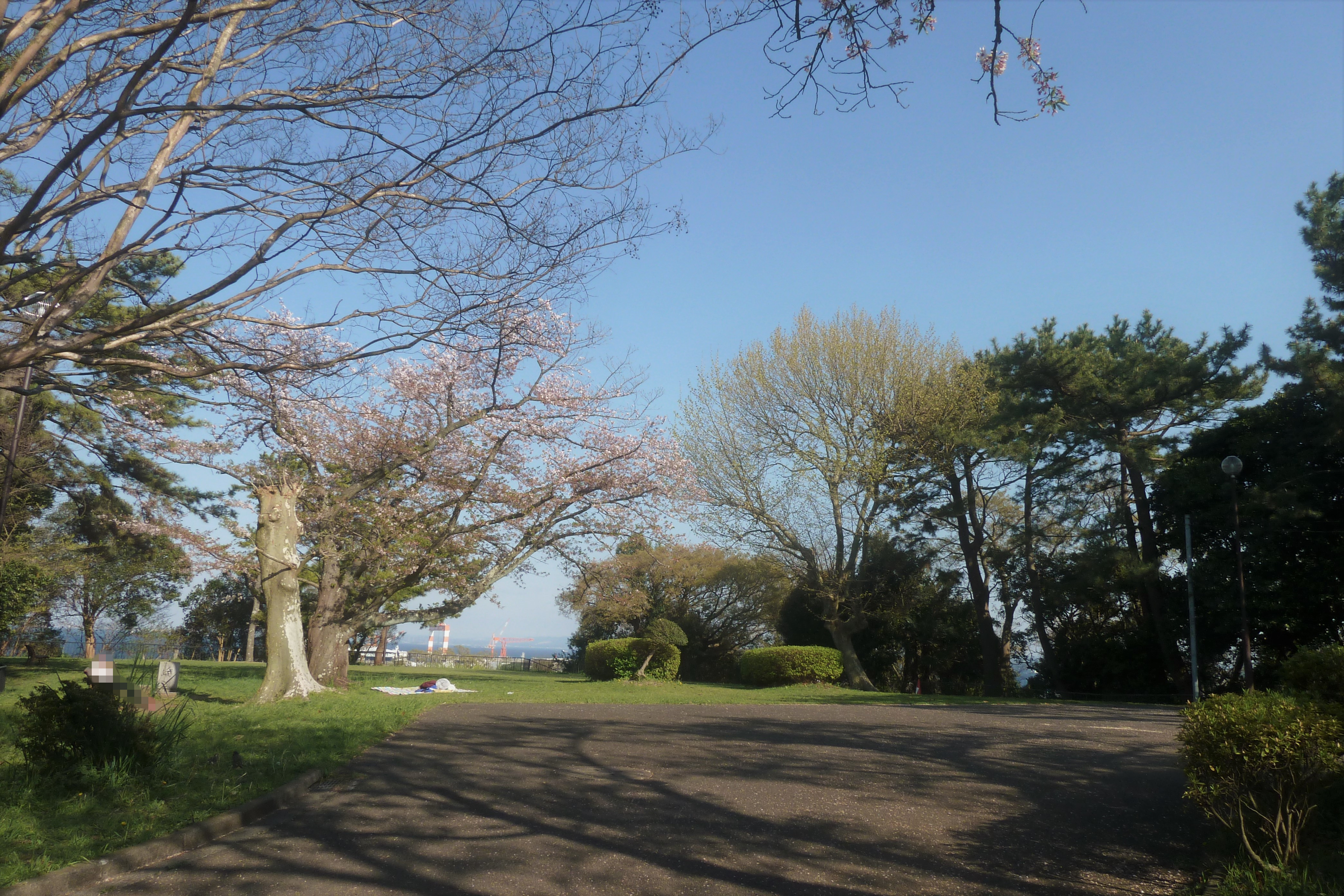
解説板がある野島山頂（2023年4月1日撮影）

野島貝塚（のじまかいづか）は、神奈川県横浜市金沢区野島町の野島に所在する縄文時代早期（およそ8000年前）の貝塚。横浜市指定史跡。2023年（令和5年）現在では横浜市内最古の貝塚であり、出土した土器の型式は、ここを標式遺跡として「野島式」と命名されている。

## 概要

### 立地
横浜市金沢区の沿岸部、平潟湾の湾口に立地する小島「野島」の上部に立地する。
野島はかつては砂州の発達によって沿岸部と地続きとなった陸繋島であったが、水路建設などで分断され、島となった。島東部には標高約57メートルの野島山があり、山頂には展望台が設置されている。また、野島山の下には巨大な野島掩体壕があるが、これは太平洋戦争中、海軍の飛行艇格納庫として作られた掩体壕である（実際は使用されずに終戦を迎えた。また、現在は封鎖されて立入りできない）。周辺は野島公園として整備されている。
なお、かつて島と本土を繋げていた砂州の根元（国の史跡・称名寺が所在する寺前・金沢町地区）には、縄文時代中期～後期初頭の貝塚である称名寺貝塚が所在する。

### 貝塚
太平洋戦争中、防空砲台工事で貝層が露出し、この貝層から出土した土器が、赤星直忠の報告により「野島式土器」と命名された。土器は底部が尖ったいわゆる「尖底土器」で、縄文時代早期の特徴を持つ。表裏に貝殻でつけた沈線や平行線・菱形の文様を表している。貝類は、マガイやアサリ、カガミガイなど30種類近くが出土した。イルカやサメなど食料となった動物遺体のほか、シカの角で作った釣針や銛、クジラの骨で作った斧などの骨角器が出土している。
現在、貝層そのものは野島山頂の展望台から外れた海を望む崖線部にあるため見ることはできないが、横浜市教育委員会が設置した解説板で概要を知ることができる。